# Handball-Oberliga Baden-Württemberg der Männer 2000/01
Die Handball-Oberliga Baden-Württemberg 2000/01 war die erste Spielzeit der neu gegründeten Handballliga, die unter dem Dach der Handballverbände Baden, Südbaden sowie  Württemberg organisiert wurde. Sie ist die höchste Spielklasse des Verbundes und war unterhalb der Regionalliga Süd als vierthöchste Spielklasse im deutschen Ligensystem eingestuft.

## Saisonverlauf
Erster Meister der Oberliga Baden-Württemberg wurde die SG Köndringen/Teningen, welche zusammen mit dem SKV Oberstenfeld und TSV Altensteig in die Regionalliga Süd aufgestiegen war. Die ersten Absteiger der Liga waren TV 1860 Triberg und die HSG Singen/Gottmadingen.

### Modus
Sechzehn Mannschaften spielten eine Hin- und Rückrunde. Nach Abschluss der daraus resultierenden Spieltage sind der Meister und die Plätze zwei und drei in die Regionalliga Süd aufgestiegen. Drei Mannschaften mussten in die vom Badischen-, Südbadischen- und Württembergischen-Handballverband organisierten Ligen abgestiegen.

## Teilnehmer
Neben den Mannschaften, die sich über die Baden-Württembergischen Handballverbände qualifizierten, kamen noch sechs Absteiger (A) aus der Regionalliga Süd hinzu.

Handballverband Baden

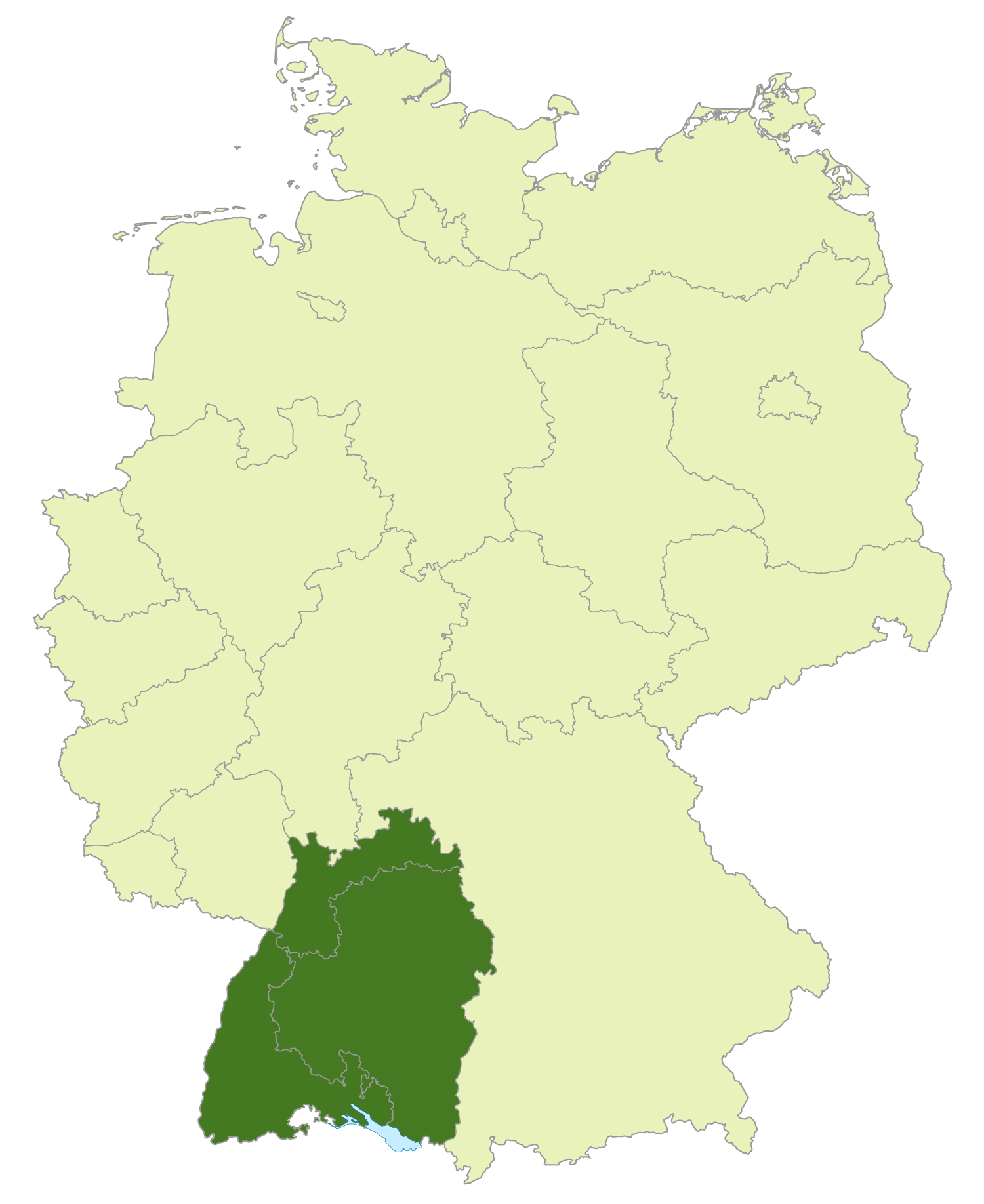
Bereich Handball-Oberliga
Baden-Württemberg

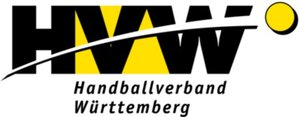
Handballverband Württemberg

### Abschlussplatzierungen
  1. SG Köndringen/Teningen (A)

  2. TSV Altensteig

 3. SKV Oberstenfeld (A)
- 4. TV Oppenweiler (A)
- 5. SG H2Ku Herrenberg
- 6. TSV Birkenau
- 7. HSG Albstadt
- 8. TSG Ketsch
- 9. SG Heddesheim
- 10 TSV Bad Saulgau (A)
- 11 TSV Scharnhausen *

 12 SG Willstätt/Schutterwald 2 (A R)
- 13 TuS Helmlingen 1920
- 14 TV 1866 Wolfach

 15 TV 1860 Triberg

 16 HSG Singen/Gottmadingen (A)
(A) = Absteiger aus der Regionalliga Süd (N) = neu in der Liga (R) = Rückzug

Das Startrecht für 2001/02 vom TSV Scharnhausen wurde auf die HSG Ostfildern übertragen.

 Meister und Aufsteiger zur Regionalliga Süd 2001/02
  Aufsteiger in die Regionalliga Süd 2001/02

- Für die Oberliga 2001/02 qualifiziert